# Schlacht bei Brandy Station
Brandy Station – Winchester II – Aldie – Middleburg – Upperville – Hanover – Gettysburg – Hunterstown – Fairfield – Williamsport – Boonsboro – Manassas Gap
Die Schlacht bei Brandy Station fand am 9. Juni 1863 statt und war eine der größten Reiterschlachten des Amerikanischen Bürgerkrieges, gleichzeitig war es die erste Auseinandersetzung des Gettysburg-Feldzuges. Die Schlacht fand etwa 10 km östlich von Culpeper statt und war eines der größten Reitergefechte des Krieges, bei der Anzahl der beteiligten Kavalleristen wurde sie von der Schlacht bei Trevilian Station übertroffen. Dieses war allerdings kein reines Kavalleriegefecht im „klassischen“ Sinne, da dort größtenteils abgesessen gekämpft wurde.

## Hintergrund
Nach der Niederlage in der Schlacht bei Chancellorsville (6. Mai 1863) versuchte
General Joseph Hooker, der Oberbefehlshaber der Potomac-Armee an Informationen zu den Truppenbewegungen von General Lees Nord-Virginia-Armee zu gelangen. Dazu wurde der Befehlshaber seines Kavallerie-Korps, Brigadegeneral Alfred Pleasonton beauftragt den Rappahannock an mehreren Stellen zu überschreiten und den Gegner zu überraschen. Pleasantons Plan sah einen überraschenden Doppelschlag vor. Am rechten Flügel sollte Bufords Division den Fluss bei Beverly Ford – 3 Kilometer nordöstlich von Brandy Station. und links sollte Greggs Division 10 Kilometer flussabwärts bei Kelly Ford überqueren.
General Lee traf am 7. Juni in Culpeper ein, von der konföderierten Armee waren dort bereits zwei Divisionen des Corps Longstreet und drei Divisionen von Ewell`s Corps eingetroffen. Die den Vormarsch abschirmende Kavalleriedivision von Generalmajor J.E.B. Stuart lagerte östlich der Stadt am Fleetwood Hill, der als Hauptquartier Stuarts und Mittelpunkt des Lagers der Kavallerie diente. Diese Anhöhe beherrschte das ebene Land in Richtung des Rappahannock und damit die dortigen Zugänge in Richtung Culpeper, jede Truppe, die von diesem Fluss aus vorrückte, musste die Stellung entweder einnehmen oder umfassen.

## Die Schlacht
Am 9. Juni um etwa 4:30 Uhr überquerte Brigadegeneral John Bufords Kolonne den nebelverhangenen Rappahannock River und überraschte die konföderierten Posten. Das 8. New Yorker Kavallerieregiment überschritt den Fluss bei Beverly's Ford und eröffnete damit die Schlacht. Die nördlich der Orange-Alexandria Railroad sichernde noch ruhende konföderierte Brigade unter William E. Jones sammelte sich hastig und ritt „teilweise nicht ganz angezogen und vereinzelt auch ohne Sattel“ ins Gefecht. Sie trafen Bufords führende Brigade unter dem Kommando von Colonel Benjamin F. Davis in der Nähe einer Kurve der Beverly's Ford Road und stoppten vorübergehend deren Vormarsch. Davis' Brigade war kurz vor dem Lager der konföderierten Artillerie zum Stehen gekommen. Kanoniere brachten ein oder zwei Kanonen in Stellung und feuerten die Straße hinunter auf Bufords Männer, wodurch die anderen Geschütze entkommen konnten und bald die Grundlage für die weitere konföderierte Abwehr bilden konnten. Der überraschte Stuart wurde durch Kuriere unterrichtet, dass jetzt auch Kavallerie und Infanterie der Union von unbekannter Stärke in der Nähe von Kelly's Ford erschien. Die konföderierte Artillerie positionierte ihre Geschütze an der St. James Church und zwei Hügeln auf beiden Seiten der Beverly's Ford Road. Von Stevensburg kommend, traf auch die konföderierte Brigade unter Brigadegeneral Wade Hampton ein und formierte sich sofort zur Gegenattacke. Stuart befahl die Kavalleriebrigade von Jones zu unterstützen und beließ vorerst Colonel Matthew Butlers 2. South Carolina Regiment als Reserve in Brandy Station. Der Großteil von Jones' Kommando sammelte sich links der Artillerielinie der Konföderierten, während sich die Brigade von Wade Hampton rechts formierte. Colonel Davis fiel im Kampf, die andere Unionsbrigade unter Colonel Thomas C. Devin versuchte links davon auf der Beverly Ford Road vorzugehen. Das 6. Pennsylvania-Kavallerieregiment erlitt die größten Verluste aller an der Schlacht beteiligten Regimenter, weil es genau in die Mündungen der vor St. James Church postierten Geschütze lief.
Am linken Flügel der Union hatte auch die Division von General David M. Gregg von Pleasonton den Befehl erhalten, den Rappahannock bei Kelly's Ford zu überqueren und auf Straßen weiter vorstoßen, die direkt nach Brandy Station führten. Er stellte aber fest, dass ihm der Weg durch eine konföderierte Brigade unter Brigadegeneral Beverly H. Robertson versperrt war. Gregg entdeckte aber bald eine unbewachte Furt, die über einen Umweg zum Schlachtfeld führte. Greggs linke Angriffskolonne unter Colonel Alfred Duffié forcierte bis Stevensburg und rückte direkt auf Brandy Station vor. Die Führungsbrigade unter Colonel Percy Wyndham folgte der Fredericksburg Plank Road und erreichte Brandy Station gegen 11.00 Uhr, rechts davon zog parallel die andere Brigade unter Colonel Hugh Judson Kilpatrick nach Norden. Starke konföderierte Reiterei mit Artillerie war auf und um Fleetwood Hill festgestellt worden.
Stuart postierte in aller Eile weitere Artillerie und schickte zwei von Jones' Regimentern ab, Colonel Butler brach zum Gegenstoß auf, bald darauf folgte Wickhams 4. Virginia-Regiment. Gregg befahl den sofortigen Angriff; der Hügel wurde genommen und die beiden von Stuart zur Abwehr geschickten Regimenter zurückgedrängt. Colonel John Logan Black und die Reiter des 1. South Carolina wurden die Carolina Road entlang geschickt, um den feindlichen Vormarsch zu verlangsamen, dazu befahl er Robertsons Brigade, das Gebiet um Kelly's Ford abzuriegeln. Nach Annäherung der konföderierten Verstärkungen zogen sich die zwei Schwadronen des 6. Ohio-Regiments, die den Ort besetzt hielten, in Scharmützeln zurück. Duffié schickte ihnen zwei Regimenter zur Hilfe und besetzte nach schweren Gefechten, hauptsächlich mit dem 2. South Carolina-Regiment, das Dorf erneut.
Die Brigade von Robertson, welche durch das Vordringen Greggs stark bedrängt und zeitweise ganz von Stuart abgeschnitten war, unterließ es die Chance zu nutzen, um den zurückflutenden Gegner mit seiner noch vollständig intakten Brigade in die Flanke zu fallen. Er zog es vor, auf Brandy Station, wo kaum noch Verwendung für ihn war, zurückzumarschieren, ohne den abgeschlagenen Gegner zu behelligen.
Auf den nördlichen Abhängen der Fleetwood-Höhen begann Stuart, wo derweil die von der Verfolgung Gregg's zurückkehrenden Regimenter Hampton's wieder eingetroffen waren, die Vereinigung mit der Brigade von William H. F. Lee zu forcieren. Als dort auch die wieder vollständig kampffähigen Regimentern des Generals Jones gesammelt waren, erschien Stuart der Moment zum Gegenangriff für seinen gesamten linken Flügel gekommen. Auf der äußersten Linken war zudem von Norden her die bisher untätige Brigade von Fitzhugh Lee, kommandiert von Colonel Thomas T. Munford von der Welford's Furt des Hazel River eingetroffen und griff erst am Schluss des Gefechtes in den Kampf ein.
Die ganze vereinte Reitermasse der Konföderierten ging in vorzüglicher Ordnung zum geschlossenen Angriff vor, welcher durch das Schnellfeuer der auf dem linken Flügel befindlichen Geschütze eingeleitet wurde. Die Attacke erfolgte mit solcher Wucht, dass die Masse der Unionskavallerie, welche sich mit lebhaften Karabinerfeuer wehrte, durchbrochen wurde und nach kurzem Gefecht der ganze rechte Flügel unter Gregg Kehrt machte und sich zur Flucht wandte. Die siegreichen konföderierten Reiter drängten solange nach, bis das lebhafte Feuer der feindlichen auf den Höhen am entgegengesetzten Flussufer aufgestellten Reservebatterien der Verfolgung Einhalt gebot.
General Pleasanton, der seine rechte Flanke geschlagen sah, gab den Befehl zum schleunigen Rückzuge über die Beverly Furt, welcher auch unter dem Schutze der denselben deckenden Infanterie und Artillerie erfolgte und ohne erhebliche Verluste vollzogen wurde. Stuarts taktischer Sieg war durch empfindliche Verluste an Mannschaften erkauft worden. General William Lee hatte einen Schuss durch den rechten Schenkel erhalten, viele andere Offiziere waren verwundet oder gefallen, unter letzteren auch Colonel Samuel Williams, der Kommandeur des 2nd North Carolina Regiments.

## Folgen
Nachdem die Kämpfe fast den ganzen Tag angedauert hatten, ohne dass eine Seite einen entscheidenden Vorteil erringen konnte, war die US-Kavallerie geordnet über den Rappahannock zurückgegangen. Sie hatte sich aber erstmals der bis dato überlegenen Südstaatenkavallerie ebenbürtig gezeigt. Lees Nord-Virginia-Armee konnte die folgende Woche den Vormarsch durch das Shenandoahtal erreichen und vernichtete dabei nahe Berryville in der Zweiten Schlacht von Winchester die dortigen Unionstruppen unter General Robert H. Milroy. Am 15. Juni überquerte Ewells Corps den Potomac River bei Williamsport und am 24. und 25. Juni passierten die Corps von Longstreet und Hill den Fluss. Hookers Potomac-Armee zog ebenfalls nach nördlich nach Pennsylvania, deckte in Richtung Washingtons ab und überquerte bis 27. Juni ebenfalls den Potomac River. Am 26. Juni besetzten Teile von Earlys Division Gettysburg und überwand dabei den ersten Widerstand schwacher Milizen von Pennsylvania.